# Cal Gira
Cal Gira és una masia situada en el terme municipal de Moià, a la comarca catalana del Moianès.
Està situada al nord-est del terme de Moià, a prop i al sud-oest de Sant Pere de Ferrerons. Queda a prop i al nord de la Granoia i al nord-est de la masia de Planella.